# The Fly (1986)
The Fly is een Amerikaanse sciencefiction-horrorfilm uit 1986 onder regie van David Cronenberg en een nieuwe versie van de gelijknamige film uit 1958. Het verhaal werd oorspronkelijk geschreven in 1957 door George Langelaan. The Fly won een Oscar en een Saturn Award voor beste grime en tevens de Saturn Awards voor beste horrorfilm en beste acteur (Jeff Goldblum). De muziek werd gecomponeerd door Howard Shore.
In 1989 verscheen er een vervolg genaamd The Fly II.

## Verhaal
De jonge wetenschapper Seth Brundle staat op het punt om een revolutionaire machine te voltooien, de 'telepod'. Dit is een cel waarin zowel objecten als mensen en andere levende wezens binnen een fractie van een seconde geteleporteerd kunnen worden naar een tweede telepod, ongeacht waar of op welke afstand die zich ook bevindt. De uitvinding werkt echter nog niet helemaal zoals het zou moeten, nog meer tijd en onderzoek zijn nodig. Seth teleporteert bij wijze van experiment een van zijn bavianen. De teleportatie lukt, maar dan blijkt het dier binnenstebuiten te zijn gekeerd.
Brundle kan zijn enthousiasme over deze uitvinding moeilijk onder de pet blijven houden. Hij besluit om de journaliste Veronica Quaife te betrekken bij zijn werk. Zij mag echter nog niets publiceren over zijn uitvinding, maar moet hem eerst nauwgezet volgen bij zijn verdere onderzoek met de bedoeling een boek te schrijven over de ontstaansgeschiedenis van de telepod. De samenwerking tussen de twee mondt al snel uit in een liefdesrelatie. Seth is wel bang dat Veronica nog steeds iets voelt voor haar vroegere minnaar Stathis Borans, die tevens haar redacteur is. Wanneer Borans het verhaal achter de telepod ontdekt, dreigt hij dit, gedreven als hij is door jaloezie, te publiceren zonder Veronica's instemming.
Wanneer Seth op een avond wat te veel gedronken heeft, besluit hij impulsief om zichzelf nu maar als proefpersoon te teleporteren. Wanneer hij plaatsneemt in de eerste telepod, bemerkt hij niet dat een huisvlieg ook in dezelfde telepod aanwezig is. De computer, die geprogrammeerd was om slechts één object tegelijk te teleporteren, raakt in de war doordat twee objecten – Seth en de vlieg – tegelijk in de telepod aanwezig zijn. Hierdoor wordt de moleculairgenetische samenstelling van Seth gemengd met die van de vlieg. Het gevolg is dat Seth langzaamaan verandert in een hybride wezen: Brundle-vlieg, zoals hij het later zelf zal noemen.
Seths transformatie doorloopt verschillende stadia. In het begin lijkt hij alleen maar positieve effecten te ondervinden; hij is ineens een stuk sterker en atletischer en ook zijn libido is enorm toegenomen. De lichamelijke verschijnselen beginnen zich echter al gauw te manifesteren: eerst met een lichte vorm van acne, vervolgens met lichaamshaar dat op vreemde plekken groeit en bij onderzoek helemaal niet menselijk blijkt te zijn. Dan komen de ernstigere symptomen: Seths nagels en tanden vallen eerst een voor een uit, later laten hele lichaamsdelen zoals zijn oor los. Ook komen er steeds meer vreemde vloeistoffen uit zijn lichaam. Seths gezicht wordt naarmate zijn ziekte vordert steeds onherkenbaarder en lijkt op de kop van een vlieg. Ook Seths persoonlijkheid verandert mee: van de gevoelige en briljante man die hij eerst was, verwordt hij tot een schepsel zonder enige emotie of hint van moraal. Hoewel Seth het in eerste instantie zelf ook vreselijk vindt wat er gebeurt, gaat hij het geleidelijk aan van een heel andere kant bekijken. Hij krijgt zelfs het idee dat hij misschien juist zijn ware persoonlijkheid op deze manier heeft gevonden. 
Inmiddels is Veronica zwanger van Seth, maar ze wil het kind laten weghalen. In de abortuskliniek waar ze samen met Borans is, wordt ze echter tegengehouden door de nu zwaar misvormde Seth. Hierna volgt de volledige voltooiing van Seths metamorfose in een afzichtelijk monster. In een gevecht tussen Seth en Borans wordt Borans verminkt doordat Seth met vliegenspeeksel Borans' hand en voet amputeert. Seth probeert zichzelf nog samen met Veronica en haar ongeboren kind te klonen, zodat hij in ieder geval nog voor de helft menselijk zal zijn. Hij probeert Veronica op te sluiten in een van de telepods. Dit lukt, echter schiet Borans de kabel tussen de beide telepods kapot. Zodra de inmiddels geheel gemuteerde Brundlevlieg weer uit de telepod stapt, vindt het teleportatieproces alsnog plaats en wordt hij één met een gedeelte van de telepod zelf. Hierna schiet Veronica de Brundlevlieg dood, om hem uit zijn lijden te verlossen.
Het verhaal heeft een open einde: Veronica is niet zeker of de bevruchting plaatsvond vóór of na zijn besmetting.

## Rolverdeling
| Acteur           | Personage                      |
| ---------------- | ------------------------------ |
| Jeff Goldblum    | Seth Brundle / 'Brundlefly'    |
| Geena Davis      | Veronica Quaife                |
| John Getz        | Stathis Borans                 |
| Joy Boushel      | Tawny                          |
| Leslie Carlson   | Dr. Cheevers (als Les Carlson) |
| George Chuvalo   | Marky                          |
| David Cronenberg | Gynaecoloog                    |
| Henry Czerny     | beschermheer                   |

## Achtergrond
David Cronenbergs remake grijpt terug op de geest-en vleesmanipulerende thema's uit zijn eerdere werk. Seth Brundle, de onhandige professor die teleportatie ontwikkelt, versmelt in zijn experimentele machine met de moleculen van een vlieg. Hij wordt geen monster met insectenkop, zoals het hoofdpersonage in de oorspronkelijke film, maar een superieure versie van zijn oude ik. Hij verliest zijn menselijkheid en moet genoegen nemen met zijn nieuwe identiteit als 'Brundlefly'. 
Net als Cronenbergs andere horrorproducties kan deze film worden opgevat als een metafoor voor ziekte en aftakeling. 
Er zijn slechts drie hoofdrolspelers en een enkele set, met uitzondering van een droom van Veronica waarin zij in het ziekenhuis bevalt van een reusachtige larve.